# Turnerehrenmal
Das Turnerehrenmal bei der pfälzischen Landstadt Deidesheim ist ein Denkmal für die im Ersten Weltkrieg gefallenen Turner des Turngaus Rhein-Limburg, der zum Pfälzer Turnerbund gehört. Es ist ein denkmalgeschütztes Bauwerk.

## Lage
Das Turnerehrenmal liegt etwa einen Kilometer westlich von Deidesheim knapp unterhalb des Gipfels des Waldbergs, einem Berg der Haardt. Etwas unterhalb des Turnerehrenmals gibt es ein Sportgelände und eine Gaststätte. Auf halber Höhe zwischen Sportplatz und Turnerehrenmal wurde ein Gedenkstein platziert.

## Geschichte
Die Idee zur Errichtung des Denkmals wurde erstmals beim Gauturntag am 8. Februar 1925 diskutiert, der in Deidesheim stattfand. Neben dem Denkmal selbst sollte auch ein Sportplatz errichtet werden, um dort alljährlich ein Bergturnfest abhalten zu können. Das Gelände für den Bau wurde von der Stadt Deidesheim zur Verfügung gestellt. Im Januar 1926 wurde mit den Arbeiten am Sportplatz begonnen, am 6. Juni desselben Jahres wurde dieser eingeweiht. Am selben Tag war auch die Grundsteinlegung für das Denkmal. Auf die Ausschreibung unter Architekten gab es 52 Einsendungen. Man entschied sich für den Entwurf „Stolze Trauer“ der Architekten Georg Hoch (Neuhofen) und Philipp Blaumer (Ludwigshafen am Rhein).
Am 3. Oktober 1927 fand ein Turnfest zu Ehren des 80. Geburtstags von Reichspräsident Paul von Hindenburg statt; das Turnerehrenmal war damals noch im Bau befindlich. Am 2. und 3. Juni 1928 wurde das Turnerehrenmal schließlich eingeweiht. Zunächst war es den 1018 Gefallenen des Turngaus Rhein-Limburg gewidmet, die im Ersten Weltkrieg ihr Leben ließen, heute erinnert ein Gedenkstein, der 1957 einige Meter entfernt aufgestellt wurde, auch an die im Zweiten Weltkrieg gefallenen Turner.
Alljährlich zu Christi Himmelfahrt findet beim Turnerehrenmal ein Bergturnfest des Turngaus Rhein-Limburg statt, 2019 zum 92. Mal.

## Beschreibung

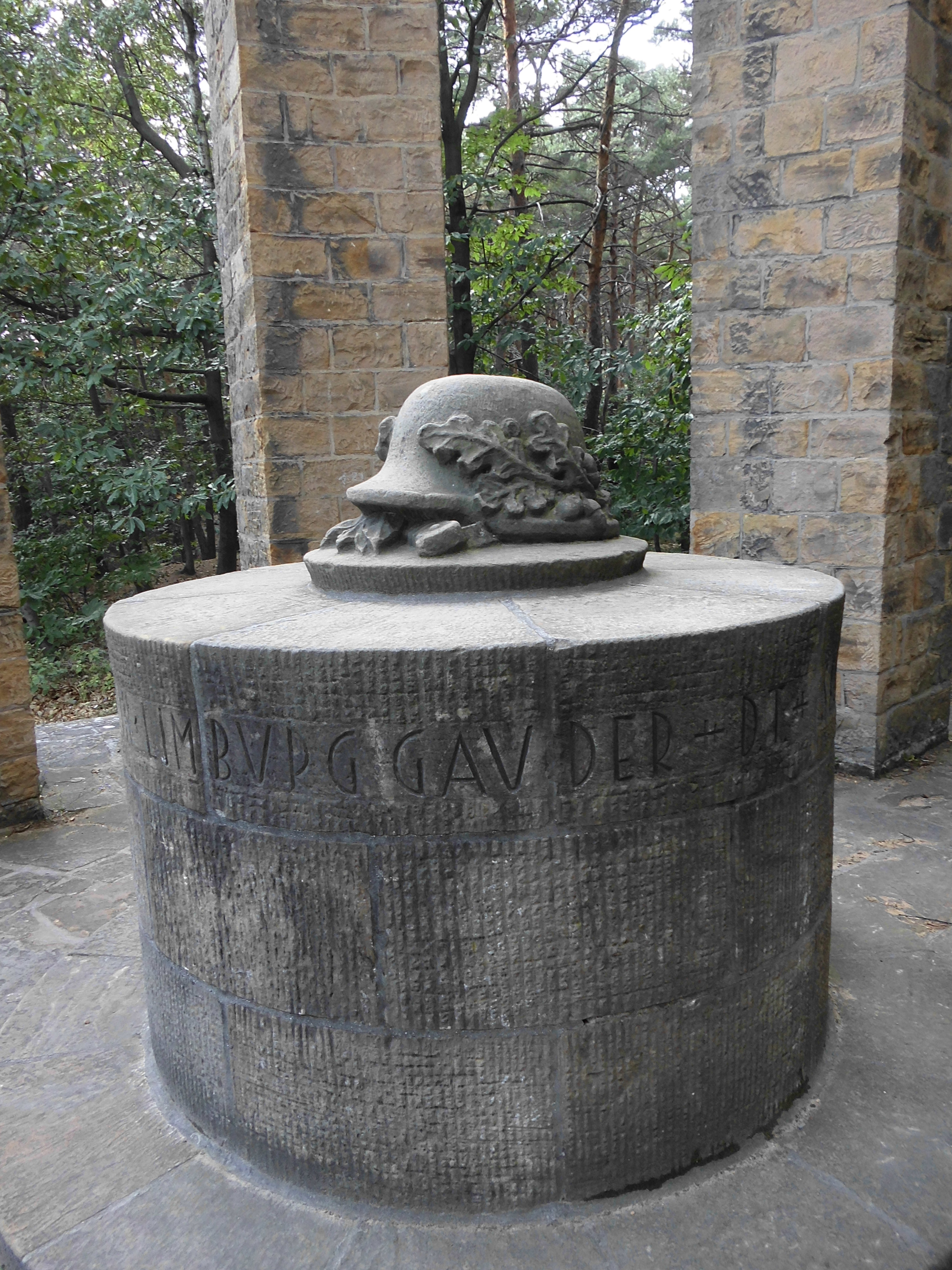
Altarartiger Tisch mit Stahlhelm

Das Turnerehrenmal erinnert in seiner Form an einen Rundtempel, der nach oben offen ist. Es ist ein turmartiger Bruchsteinbau mit langgezogenen, schmalen Arkaden. Das Denkmal steht auf einem vierstufigen Sockel, in seiner Mitte steht ein runder „Altar“, auf dem ein mit Eichenlaub verzierter Stahlhelm liegt. Der runde Tisch trägt die Inschrift
SEINEN IM WELTKRIEG 1914-18 GEFALLENEN TURNBRÜDERN RHEIN-LIMBURG GAU DER D.T.
Auf dem Gedenkstein in einigen Metern Entfernung wird der Toten des Zweiten Weltkriegs gedacht mit der Inschrift
DEN TOTEN DES 2. WELTKRIEGES
GEWIDMET
PFÄLZER TURNERBUND
RHEIN-LIMBURG-GAU
1957
Ein in seiner Form ähnliches Kriegerdenkmal findet man bei Weidenthal.